# Marattiapáfrányok
A marattiapáfrányok vagy marattiák (Marattiopsida) a harasztok törzsének (Monilophyta) egyik osztálya. A legújabb molekuláris kladisztikai vizsgálatok szerint legközelebbi rokonaik a zsurlók (Equisetopsida, Sphenopsida); ezzel a csoporttal így kládot alkotnak, vagyis a marattiák és a zsurlók közös rendszertani kategóriába foglalhatók (azonban a nagyon elütő habitus és szerveződés miatt ezt különösebben nem tartják lényegesnek). Korábban teljesen más volt a csoport megítélése. A páfrányok csoportján belül alosztályi vagy rendi kategóriát képviselt, és a kígyónyelvpáfrányokkal (Ophioglossiales) hozták őket közelebbi kapcsolatba, melyekkel olykor össze is vonták egy nagyobb csoportba Eusporangiatae néven, ugyanis a marattiák sporangiumszerkezete nagyon erősen emlékezetet a kígyónyelvfélékére (több sejtrétegű, vastag sporangiumfal – mely mellesleg a zsurlók osztályában is jellemző; a sporangiumok összenövési tendenciája; a sporangiumok kialakulása a felületi sejtekből). A sporangiumok hasonlósága mellett jellemző még a gametofiton, konkrétan az előtelep (protallium) hasonlósága is: mindkét csoportban fejlett, viszonylag hosszú életű, gyakran gombakapcsoltban élő (szimbiózis) előtelepek jellemzők.

## Sajátosságaik
A marattiák tekintélyes méretű páfrányok, sőt óriástermetűek is akadnak közöttük. Ismeretesek 6 méteres levelekkel rendelkező fajok, melyek a Föld flórájának legnagyobb levelű páfrányai. Az osztály különleges ismertetőjegyei a nagy, összetett és jól tagolt levelek tövében fejlődő kagyló alakú, húsos, pálhalevélszerű képletek. A levelek eredhetnek egy alacsony, vastag (akár 1 méter átmérőjű) földalatti vagy föld feletti törzsről, illetőleg ha nincs törzs, a levelek a földalatti gyöktörzsből, a rizómából erednek.
Sajátos a marattiák sporangiumának elhelyezkedése és kifejlődése is. A sporangiumok általában az asszimiláló, zöld leveleken fejlődnek, legtöbbször nincsenek elkülönült, fotoszintézisre képtelen sporofillumok. A sporangiumok a levelek fonákján helyezkednek el ún. szóruszokban (sorus), azaz sporangiumcsoportokban. A szóruszok általában össze is nőnek egymással, kialakítva ezzel a szinangiumot (synangium).
Az előtelepek felépítése is figyelemreméltó az osztályban. A marattiapáfrányok előtelepe zöld színű, asszimiláló, viszonylag nagy és erőteljes felépítésű. Az akár 2–3 centiméteres hosszt is elérő marattia-előtelepek a legnagyobbak a páfrányok – sőt a harasztok – között. Az előtelep habitusa a májmohák testfelépítésére emlékezetet; középső része szélesebb, több sejtrétegű, míg a szegélyek egy sejtrétegűek. Élettartama is figyelemreméltó: 4 évig él, és megfelelő körülmények között még az embriogenezis után is növekszik. Jellemző még a szimbiotikus mikorrhizás kapcsolat is, főként petespórás gombákkal (Oomycetes), de kutatások szerint ez nem létfeltétele az előtelepnek (fakultatív mikorrhiza).
Az ivarszervek elhelyezkedése is sajátos az előtelepen. A hímivarzservek, az anterídiumok mind a fonákon, mind a színen előfordulnak, míg a női ivarszervek, az archegóniumok csak a levélfonákon fejlődnek. A megtermékenyítés és embrióképződés után a fiatal sporofiton átnő az előtelepen.

## A földtörténeti múlt
A marattiák igen ősi páfránycsoport. Már valószínűleg a földtörténeti óidő (paleozoikum) alsó karbon időszakában megjelentek, a felső karbonban és az alsó permben (vörösfekű) magas szerveződési szintre jutottak: hatalmas fatermetű alakjaik éltek (ma már a marattiák között tipikus fatermetűeket nem találunk). A többi lehanyatló, a korban igen jelentős harasztcsoporttal szemben (pl. pikkelyfák, pecsétfák, zsurlófák) még a földtörténeti középidőben (mezozoikum) is igen jelentősek maradtak (pl. a hatalmas ősfenyvesek aljnövényzetében), azonban az alsó kréta idei nagy kihalási hullámmal és a jelentős nyitvatermő-csoportok (pl. bennettiteszek, cikászok, páfrányfenyők, ősfenyők) visszaszorulásával a marattiák is lehanyatlottak. Ma csupán 6 nemzetségüket ismerjük, de ezek egy részének is nagyon alacsony a fajszáma.
Az ősnövénytan fejlődésével módosult a marattiák óidei jelentőségéről alkotott képünk. Korábban a páfránylevélszerű lenyomatok nagy részét a marattiáknak vélték. Mára azonban tudjuk, hogy azért nem voltak ennyire elterjedtek: a lenyomatok közül igen sok előnyitvatermőké és magvaspáfrányoké.
A marattiák legnagyobb alakgazdagsága – mint azt már olvashattuk – a felső karbon és alsó perm időszakokra tehető. Ekkor hatalmas méretű, vastag törzsű fapáfrányokká nőttek, mint pl. az 5 méteres Megaphyton vagy a 10 méterre is megnövő Astheroteca. Ezeknek a növényeknek viszonylag jól ismerik a törzsszerkezetét, mely igencsak sajátosnak mondható. A központi bélszövetet gyűrű alakú, lemezesen elhelyezkedő szállítónyalábok övezik, melyeket szilárdító alapszövetek, elsősorban szklerenchima vesz körül. Ezen kívül pedig levélnyalábok és további erősítő-szilárdító léggyökerek találhatók. Vagyis a törzs szilárdságát nem az egységes fatest biztosítja – mint a ma élő fák törzsében –, hanem a levél- és gyökérrészek tömege.

## Osztályzás
A marattiapáfrányokat egyetlen rendbe (Marattiales) és 4 családba sorolják változatosságuk miatt.

### Angiopteridaceaecsalád
A családba 3 nemzetség tartozik. A legprimitívebb marattiákat sorolják ide, melyeknek kétsoros szóruszai még nem nőttek össze szinangiummá. A legnagyobb (mintegy 100 faj) és legfontosabb nemzetség az Angiopteris, melyek levelei elérhetik az 5–6 méteres hosszúságot. A levelek osztottsága is különbözőféle: egyesek levele csak kétszeresen, másoké ötszörösen szárnyalt. A levelek gumószerű törzsből erednek. Elterjedésük viszonylag nagy: a nemzetség fajai Madagaszkártól Dél-Ázsiáig, a Himalájáig és Polinéziáig honosak. Jellegzetes üvegházi faj a kétszeresen szárnyalt levelű Angiopteris evecta. Az Archangiopteris nem 4 faja Délkelet-Ázsiában él. A 2 fajt számláló Macroglossum nemzetség pedig Borneó és Szumátra szigetén őshonos.

### Marattiafélék családja –Marattiaceae
Ebbe a családba csak egyetlen nem tartozik, a Marattia, ahová kb. 60 fajt sorolnak. Szinangiumaik már kifejlődtek, szárnyaik két-háromszorosan összetettek. Rövid, felálló, vaskos törzsük van. A fajok mindkét félteke trópusi területein előfordulnak. A Marattia fraxinea nevű faj gyakori afroázsiai páfrány, ugyanakkor kedvelt üvegházi dísznövény is. Amerikai rokona a Marattia cicutifolia.

### Danaeaceaecsalád
Tömör, pórussal nyíló szinangiumok és elkülönült sporofillumok jellemzik a családot. Egyetlen nemzetségük a Dannaea. Törzsük nincs, csak földalatti, kúszó rizómájuk. 32 fajuk a trópusok lakója. A Dannaea alata Dél-Amerika és a nyugat-indiai szigetvilág páfrányfaja.

### Christensiaceaecsalád
Egyetlen ide tartozó faj a Christensia aesculifolia. Indonéziában és a Fülöp-szigeteken őshonos. Levelei igen különlegesek: három–ötszörösen összetettek, első ránézésre vadgesztenyére emlékeztetnek: innen a faj latin neve (aesculus = „vadgesztenye”; folium = „levél”). A levelek erezete szokatlanul hálózatos. Kör alakú szinangiumok találhatók a leveleken.